# Segmentectomia
Segmentectomia é o procedimento cirúrgico que implica extirpar um setor ou segmento do pulmão. Além da segmentectomia, existem também outros dois tipos de cirurgias conhecidas, a lobectomia e a pneumonectomia. O câncer de pulmão é uma das causas de morte por câncer mais prevalentes entre homens e mulheres. A primeira segmentectomia bem-sucedida foi realizada em 1939 pelos cirurgiões Churchill e Belsey.

## Procedimento
Também denominada ressecção segmental, é um procedimento em cirurgia torácica que consiste na remoção de um segmento pulmonar. Os segmentos bronco-pulmonares são subdivisões dos pulmões que funcionam como unidades independentes, mantendo-se unidos graças à presença de um delicado tecido conectivo.
Necessita-se de muita cautela durante a realização de uma segmentectomia para se preservar tanto quanto possível o tecido pulmonar funcional e sadio, sobretudo em pacientes que já possuem uma reserva cardiopulmonar limitada.